# Karl Friedrich Mohr
Karl Friedrich Mohr (4 de noviembre de 1806, Coblenza - 28 de septiembre de 1879, Bonn) fue un químico alemán que ejerció de farmacéutico hasta que, en 1857, se convirtió en profesor en Bonn. El sulfato de amonio y hierro (II), (NH4)2Fe(SO4)2.6H2O, es llamada en su honor sal de Mohr.

## Biografía
Fue un niño de salud delicada, hijo de un farmacéutico acomodado en Coblenza, por lo que recibió parte de su educación en casa, principalmente en el laboratorio de su padre. Sin duda, éste fue el origen de su habilidad para imaginar y diseñar instrumentos y métodos de análisis. A la edad de 21 años comenzó los estudios de farmacia en la universidad de Heidelberg, en la que tuvo a Leopold Gmelin como profesor, cambiándose a la universidad de Berlín a causa del cólera.
A la muerte de su padre, en 1840, heredó la farmacia. En 1857 se retiró para hacer investigación científica. A los cincuenta y siete años pasaba dificultades económicas y se hizo profesor adjunto en la universidad de Bonn, en la que fue nombrado profesor extraordinario de farmacia en 1867, por influencia directa del káiser.

## Trabajo

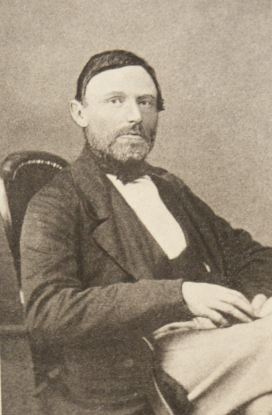
Karl Friedrich Mohr.

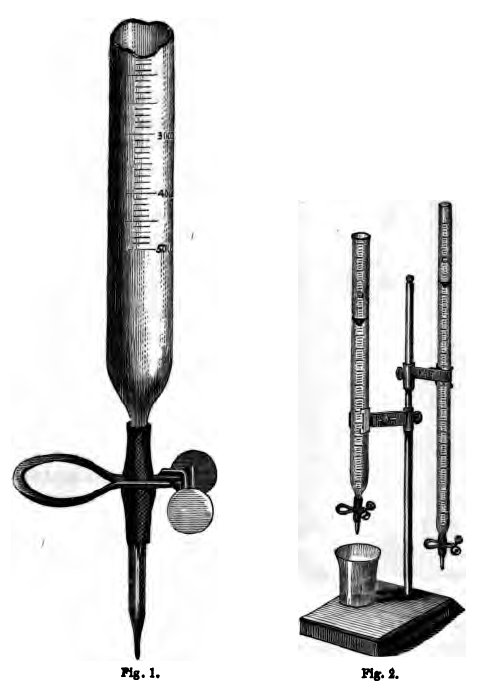
Bureta de Mohr.

A Mohr se le considera como el "padre del análisis volumétrico", aunque esta técnica cuantitativa había sido descubierta por Descroizilles e introducida por Gay-Lussac. Asimismo fue importante su contribución en la aplicación en toxicología clínica de los métodos del análisis volumétrico. Ambos aspectos se recogen en su Tratado de análisis químico, aparecido en 1855, donde procede a un estudio crítico de los distintos protocolos, y en Guía práctica para la determinación química venenos. 
Por necesidades de sus investigaciones, construyó o mejoró algunos aparatos. Así, inventó, la bureta con pinzas y la pinza que lleva su nombre, el refrigerante que se asigna erróneamente a Liebig y contribuyó al desarrollo de la balanza hidrostática de Mohr-Westphal. 
Junto a sus trabajos de química, Mohr aportó aspectos interesantes en los ámbitos de la meteorología, geología, mecánica, apicultura y viticultura, que materializó en publicaciones y obras. Así sus trabajos sobre la teoría mecánica del calor, que comunicó años antes de la publicación de Julius Robert von Mayer, se consideran como la primera aportación sobre este tema.

## Publicaciones
- Ansichten über die Natur der Wärme. Ann. der Pharm., 24, pp. 141–147; 1837
- Lehrbuch der chemisch-analytischen Titrirmethode. 1855, zahlreiche weiter Auflagen.
- Geschichte der Erde, eine Geologie auf neuer Grundlage. 1866.
- Chemische Toxicologie: Anleitung zur chemischen Ermittlung der Gifte. (Nachdr. der Ausg. Braunschweig, Vieweg, 1874), Saarbrücken: VDM, Müller, 2006. ISBN 3-86550-923-1.
- Views of the nature of heat. 1876. (trans. P. G. Tait) Philosophical Magazine 2 110-14.